# 福爾巴赫河 (美因河支流)
49°46′59.7″N 9°26′23″E / 49.783250°N 9.43972°E

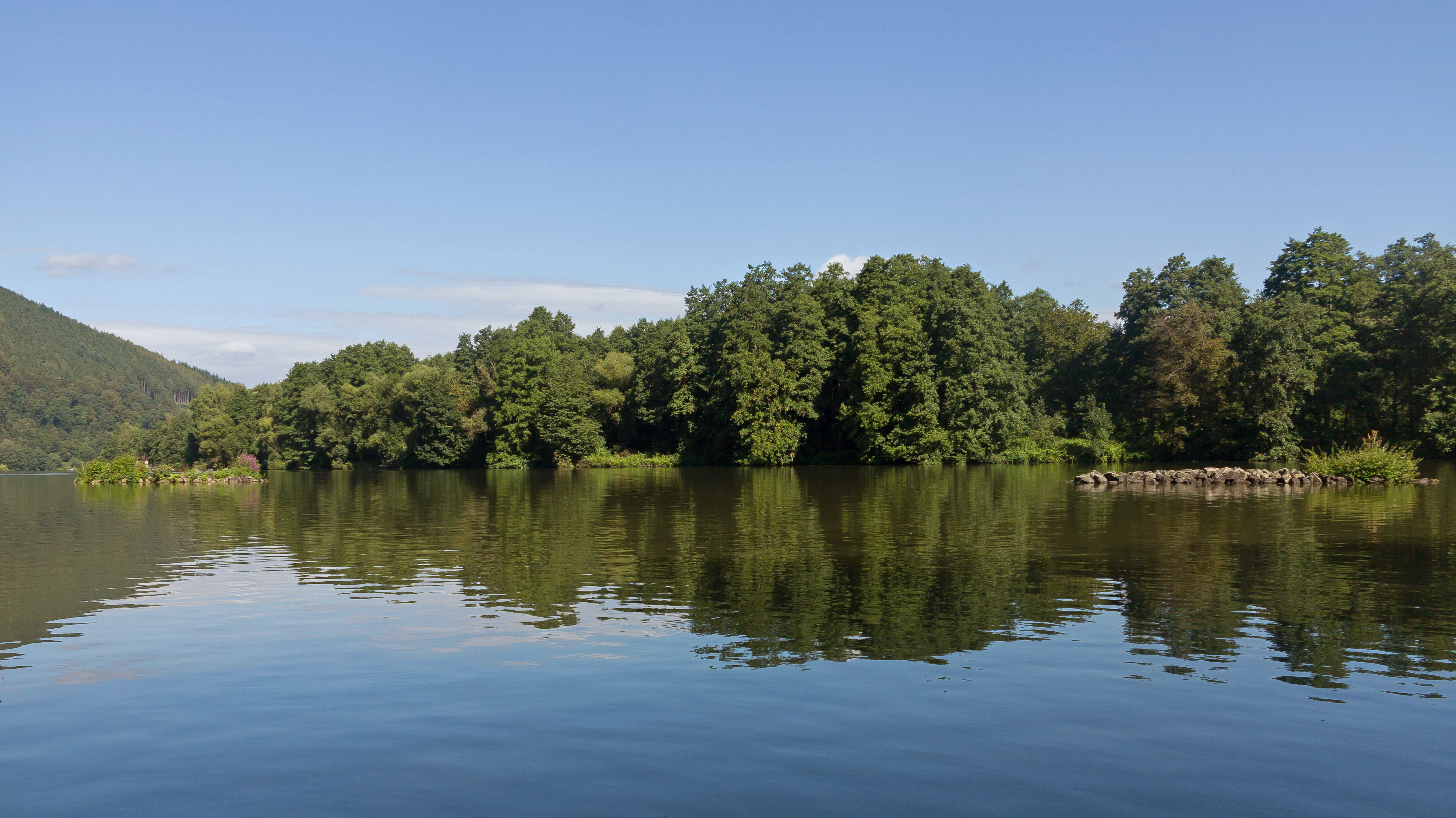
福爾巴赫河（美因河支流）

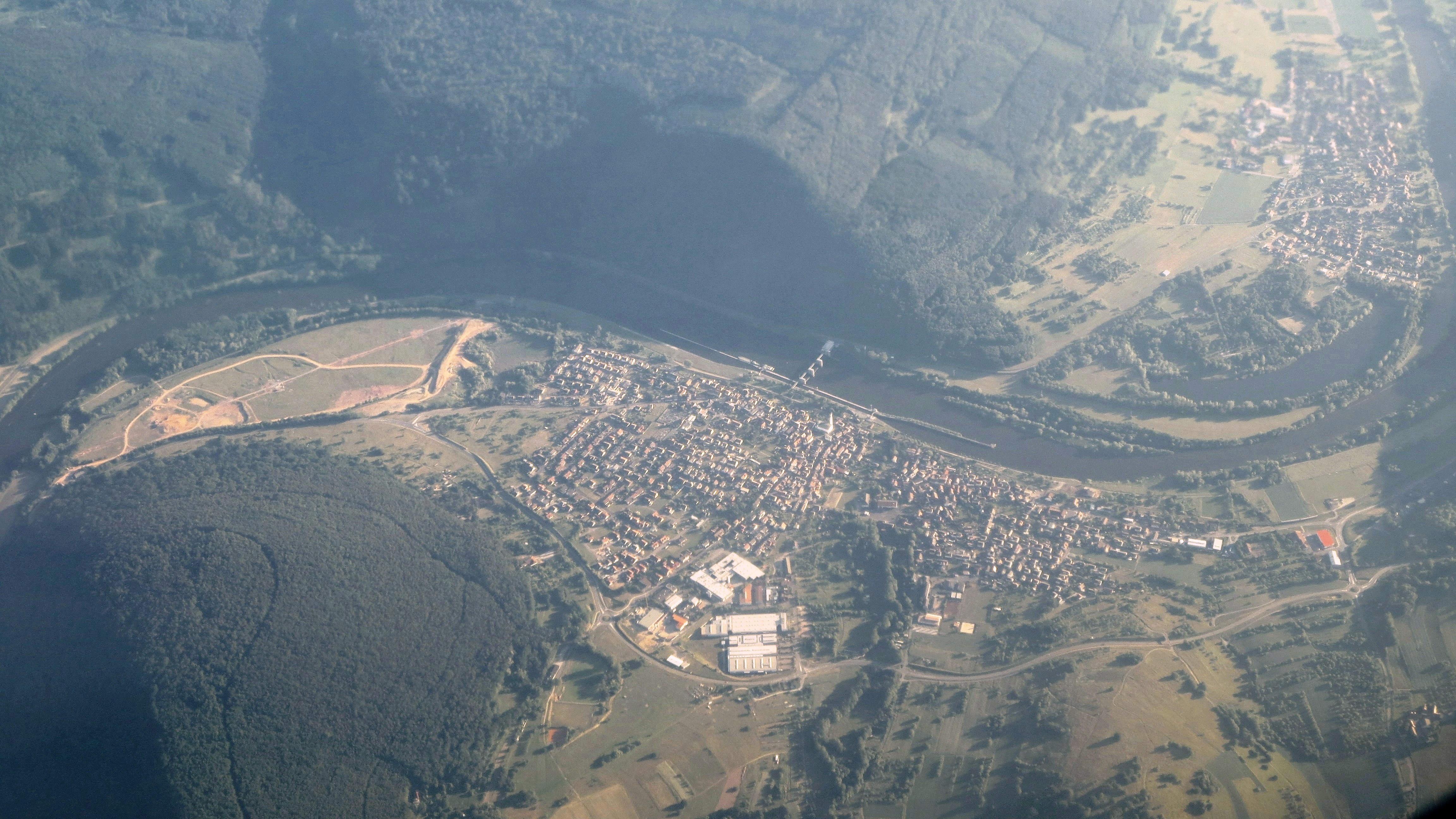
俯瞰福爾巴赫河（美因河支流）

福爾巴赫河（德語：Faulbach），是德國的河流，位於該國東南部，由巴伐利亞負責管轄，屬於美因河的右支流，河道全長8.6公里，流域面積29.5平方公里。